# 線尾突吻鱈
線尾突吻鱈，為輻鰭魚綱鱈形目鼠尾鱈科的其中一種，分布於西南大西洋阿根廷、東印度洋澳洲、西南太平洋紐西蘭及南冰洋海域，體長可達40公分，屬深海底棲性魚類，深度2500-5000公尺，棲息在底層水域，生活習性不明。

## 扩展阅读
維基物種上的相關：線尾突吻鱈